# ファッションスタジオ
株式会社ファッションスタジオ、または、株式会社ファッションスタジオ・モデルエージェンシーとは、宮城県仙台市青葉区にある芸能事務所。「Fスタ」と省略されて呼ばれることもある。

## 概要
仙台の他に、東京都と青森県三沢市にオフィスがある。三沢市にはアメリカ軍の三沢基地があって外国人が多く居住するため、外国人モデルの供給元でもある。
宮城県内の他、東北地方各地の企業広告などにモデルを派遣している。関係があるモデル事務所に、東京のアイミングモデルエージェンシーと、青森県青森市のオフィス絵夢がある。

## 所属タレント・モデル
- 青柳亜以子（仙台放送彩色健美キレイなどに出演）
- 歌里かをり（菅田かをり。「2011ミス・ユニバース・ジャパン」東北大会第1位）
- 遠藤美和（楽天イーグルスTVなどに出演）
- 河合ひかる（オスカープロモーションにも所属。ミス・ワールド2014日本代表。第19代トリンプ・イメージガール）
- 小井戸裕香（楽天イーグルスTVなどに出演）
- 後藤麻子（OH!バンデスなどに出演）
- 河原柚（オフィス絵夢にも所属。オフィス絵夢では林由衣）
- 奈々子（オフィス絵夢にも所属）

### 東京在住
- 麻衣（旧芸名：仙川明、望月麻衣。2001年サントリー「マグナムドライキャンペーンガール」）

## かつて所属していたタレント
- 安藤みのり（東京進出。仙台時代は本名の安藤美乃理で活動）

## その他
- 仙台コレクションにモデルを派遣。